# San Giorgio La Molara
San Giorgio La Molara é uma comuna italiana da região da Campania, província de Benevento, com cerca de 3290 habitantes. Estende-se por uma área de 65 km², tendo uma densidade populacional de 51 hab/km². Faz fronteira com Buonalbergo, Casalbore (AV), Foiano di Val Fortore, Ginestra degli Schiavoni, Molinara, Montefalcone di Val Fortore, Paduli, Pago Veiano, San Marco dei Cavoti.

## Demografia
| Variação demográfica do município entre 1861 e 2011                               |
|                                                                                   |
| Fonte: Istituto Nazionale di Statistica (ISTAT) - Elaboração gráfica da Wikipedia |